# Finale di Heineken Cup 2004-2005
La finale di Heineken Cup 2004-05 fu la gara di assegnazione del titolo di campione della 10ª edizione della massima competizione europea per club di rugby a 15.
Si tenne il 25 maggio 2005 stadio di Murrayfield di Edimburgo tra le francesi Stade français e Tolosa e vide la vittoria di quest'ultima per 18-12. che a seguito di ciò si laureò per la terza volta campione d'Europa.

## Il percorso dei club finalisti

### Stade français
Il club parigino dominò un girone in cui concesse solo una vittoria, all'Ulster, contro cui perse 10-18 a Ravenhill nel ritorno dell'incontro vinto 30-10 allo stadio Jean Bouin.
Doppia vittoria invece contro Gloucester, 39-31 in casa e addirittura 27-0 in Inghilterra, e Cardiff Blues, battuti 38-15 in Galles e 35-16 in casa.
Nei quarti di finale i parigini superarono nettamente gli inglesi del Newcastle per 48-8 e, in semifinale, vinsero di misura 20-17 un derby contro Biarritz al termine di una partita tesissima che vedeva il club basco condurre per 17-13 nel tempo di recupero.

### Tolosa
Anche Tolosa vinse il proprio girone, benché grazie ai punti di bonus, avendo passato il turno insieme a Northampton, unica compagine che sconfisse i francesi in quell'edizione di Coppa: al Franklin's Gardens, infatti, gli inglesi vinsero 23-21, mentre al ritorno Tolosa si impose 25-12; doppia vittoria invece sugli Llanelli Scarlets, di misura 9-6 a Llanelli e con uno spettacolare 53-36 in casa con tredici mete consecutive (otto per Tolosa e cinque per i gallesi), e su Glasgow, sconfitto 43-17 in Francia e 30-10 in Scozia.
Nei quarti Tolosa ritrovò Northampton, qualificatasi come penultima delle migliori, e la regolò 37-9 al termine di un incontro senza storia, e in semifinale fu il turno di un'altra inglese, il Leicester, di essere battuta con il punteggio di 27-19 che, ancora nel tempo di recupero, era un netto 27-12.

## La finale
La finale allo stadio scozzese di Murrayfield coincise con il decennale dell'istituzione della Coppa d'Europa per club.
Si trattò del secondo derby francese (e assoluto) nella gara per il titolo, e vide di nuovo protagonista Tolosa come due anni prima, quando la precedente avversaria fu Perpignano.
L'incontro si tenne agli ordini dell'arbitro inglese Chris White e fu privo di mete: ciononostante, la partita si svolse su un piano di tensione e spettacolarità fino alla fine, perché a un vantaggio iniziale dei parigini, portatisi sul 9-0 grazie a tre piazzati di Skrela, rispose Élissalde con due piazzati che fissarono il primo tempo sul 9-6 a favore dello Stade français.
A inizio ripresa ancora Skrela portò il totale della squadra di Parigi a 12, mentre Élissalde accorciò per Tolosa fissando, al 53', il risultato sul 12-9 che tenne fino a un minuto dalla fine quando Michalak pareggiò rendendo necessario il ricorso ai tempi supplementari.
A due minuti dall'inizio dell'extra-time ancora Michalak realizzò con un piazzato il sorpasso di Tolosa che fu consolidato nel secondo tempo supplementare da un drop dello stesso giocatore, che fissò il punteggio finale sul 18-12 e diede al club del Sud-Ovest della Francia la sua terza Coppa in dieci edizioni, rendendo Guy Novès il tecnico più titolato della competizione.
Il tolosano Yannick Jauzion, inoltre, fu nominato miglior giocatore della finale.

## Tabellino dell'incontro
| Arbitro: | Chris White |

| |              | |
| Élissalde 24’, 33’, 50’ Michalak 79’, 82’ | c.p.         | 12’, 15’, 29’, 43’ D. Skrela |
| Michalak 92’ | drop         | |
| · Poitrenaud · 64’ Clerc · Jauzion · Fritz · Thomas · Michalak · 79’ Élissalde · 64’ Poux · Servat · Hasan · 43’ Pelous · Millo-Chluski · Brennan · F. Maka · 64’ Labit | Formazioni   | · Hernández · Arias · Glas · Liebenberg 82’ · Dominici · D. Skrela · Pichot 74’ · Roncero 64’ · Blin 642’ · P. de Villiers 50’ 64’ · Auradou · M. James 54’ · Mauro Bergamasco 71’ · Martin 64’ 71’ · Sowerby |
| · 43’ Bouilhou · 64’ Heymans · 64’ Human · 64’ I. Maka · 79’ Dubois | Sostituzioni | · Marconnet 50’ · Brouzet 54’ · Kayser 56’ · Rabadan 64’ · Fillol 74’ · Sarr 82’ |
| Guy Novès | Allenatori   | Fabien Galthié |